# Hervormde kerk (Kapelle)
De hervormde kerk van Kapelle ligt in het centrum van het Zeeuwse ringdorpje in Zuid-Beveland. De kerk is gebouwd in verschillende eeuwen.

## Geschiedenis
In 1248 begon men aan de bouw van een tufstenen kerkje uit de 12de of 13de eeuw. Toen deze in de 14de eeuw werd afgebroken, begon men aan de bouw van de tegenwoordige kerk. Men begon aan het koor en de toren. In 1475 werden de sacristie en het noorderkoor gebouwd en in 1500 de doopkapel aan de zijkant van de toren. Het schip dateert uit dezelfde tijd.

## Toren
De toren is het bekendste deel van de kerk en wordt De stoere Zeeuw genoemd. Het is een 60 meter hoge toren die voor het grootste deel uit baksteen bestaat, maar de ingang is van natuursteen. De toren heeft als enige in Zeeland een bakstenen spits met vier hoektorentjes.

## Interieur
De kerk is van binnen zeer sober, maar heel licht. Het heeft een typisch protestants interieur: alle stoelen en banken zijn op de preekstoel gericht. Deze preekstoel dateert uit 1600 en wordt door een half mens, half zuil ondersteund. Aan de westkant van de kerk staat een uit 1641 daterende herenbank en aan de oostkant het graf van de ambachtsheer van Kapelle Philibert van Tuyll van Serooskerken. Beelden van de apostelen en van de kerkvaders ondersteunen het dak van de zijbeuken en van het schip. In het noorderkoor bevinden zich de koorbanken waarin de kanunniken stonden tijdens de erediensten. Boven het portaal uit 1866 staat een orgel, gemaakt door de firma Bätz-Witte uit Utrecht. In de jaren twintig van de twintigste eeuw voegde A.S.J. Dekker een register toe. Aan het eind van de twintigste eeuw werd het instrument uitgebreid met een zelfstandig pedaal door de firma Reil te Heerde.